# Johosaphat Danso
Johosaphat Kendrick Danso (* 20. August 2001 in Hamburg) ist ein deutscher American-Football-Spieler auf der Position des Defensive Backs. Er stand 2021 und 2022 bei den Hamburg Seadevils in der European League of Football (ELF) unter Vertrag.

## Sportliche Laufbahn
Danso, dessen Eltern aus Ghana stammen, war bis zu seinem 14. Lebensjahr im Fußball beim Bramfelder SV aktiv. Durch Empfehlungen von Mannschaftskameraden begann er dann beim Team Athletik Hamburg mit der Leichtathletik. Er konzentrierte sich auf die Sprintdisziplinen. Letztendlich führte es Johosaphat 2018 in den American Football. Mit den Young Huskies erreichte er 2020 die Hamburger Meisterschaft gegen die Hamburg Blue Devils und gewann diese. Aufgrund der Pandemie kam es zur Versetzung der Playoffs. Ausgebildet in der Hamburg-Huskies-Jugend stand er in den Scoutinglisten diverser Collegescouts und wurde 2020 zum MVP des Camps von Europes Elite gewählt.
Zur Premierensaison der European League of Football 2021 wurde Danso von den Hamburg Seadevils verpflichtet. Unter Headcoach Andreas Nommensen und Defensive Coordinator Kendral Ellison erlangte er den direkten Sprung in den Profisport und erzielte seine ersten Erfahrungen im Herrenbereich. Mit den Sea Devils gewann er die Nord-Division und erreichte das Finale, welches jedoch knapp mit 30:32 gegen die Frankfurt Galaxy verloren ging. Ende Januar 2022 gaben die Sea Devils die Verlängerung mit Danso um eine weitere Saison bekannt.

## Auszeichnungen
- Danso erhielt 2022 im Rahmen des African Youth Awards Hamburg die Auszeichnung zu „Herausragenden akademischen Leistungen“.